# بیماری ویروسی ابولا
بیماری ویروسی ابولا (به انگلیسی: Ebola virus disease) یا تب خونریزی‌دهندهٔ ابولا (به انگلیسی: Ebola hemorrhagic fever) نوعی بیماری انسانی است که از ویروس ابولا ناشی می‌شود. نام ویروس این بیماری از یکی از رودخانه‌های کشور زئیر، که امروزه جمهوری دموکراتیک کنگو نام دارد، گرفته شده‌است. این بیماری برای اولین بار در کشور کنگو دیده شد. نشانه‌های این بیماری معمولاً دو روز تا سه هفته بعد از تماس با ویروس و به صورت تب، گلودرد، دردهای ماهیچه‌ای و سردرد ظاهر می‌شوند. معمولاً حالت تهوع، استفراغ و اسهال و همچنین کاهش عملکرد کبد و کلیه‌ها به دنبال این موارد می‌آیند. در این زمان، مبتلایان دچار خونریزی می‌شوند.

## نخستین مورد ابتلا
در سال ۱۹۷۶ محفظه‌ای آبی‌رنگ حاوی نمونه‌های خون یک راهبه بلژیکی با نامه‌ای از یک پزشک در کینشاسا به شهر آنتورپ بلژیک فرستاده شد. پژوهشگران در بلژیک در بررسی این نمونه‌های خون با ویروسی با ساختار کرم‌مانند روبه‌رو شدند که تا آن زمان مشابهی نداشت. پس از آن، با سفر به قلب منطقه‌ای که این ویروس در آنجا شایع شده بود در یافتند که خون، استفراغ و اسهال بیماران، اصلی‌ترین منشأ انتقال ویروس است و روش‌هایی همچون محدود کردن بیماران و شناسایی افرادی که با آن‌ها در تماس بودند برای جلوگیری از گسترش بیماری تعریف شدند.

## عامل این بیماری و راه تشخیص آن

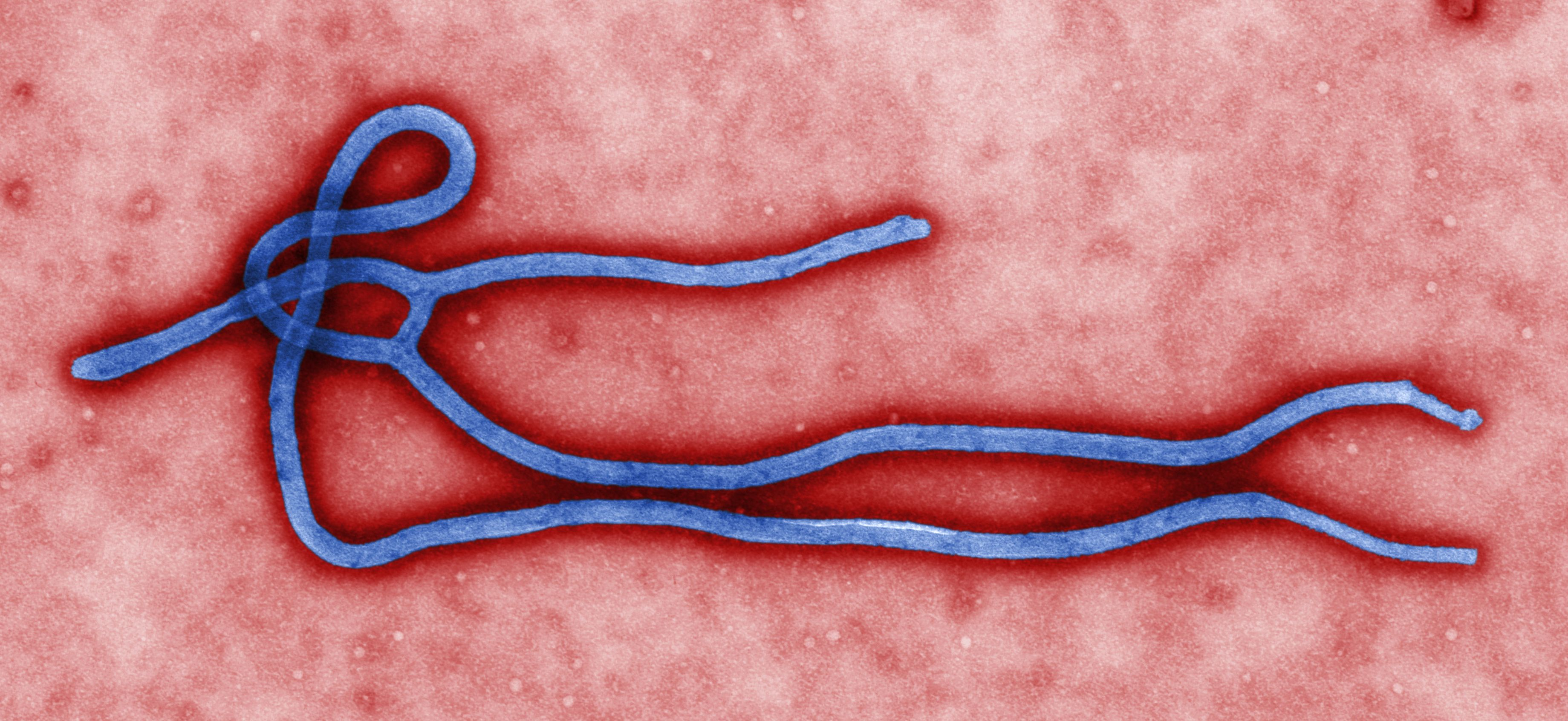
نگارهٔ رنگی‌شدهٔ ویروس ابولا

این ویروس از طریق تماس با خون یا مایعات بدن حیوان آلوده منتقل می‌شود (که معمولاً شامل میمون‌ها یا خفاش‌های میوه‌خوار هستند). انتقال بیماری از طریق هوا هنوز در محیط طبیعی به ثبت نرسیده‌است. دانشمندان بر این باورند که خفاش‌های میوه‌خوار بدون این که مبتلا به این بیماری شوند، می‌توانند ویروس آن را با خود حمل کنند و انتقال دهند. هنگامی که انسانی به این ویروس آلوده شود، می‌تواند باعث انتقال این بیماری میان انسان‌های دیگر گردد. بازماندگان مذکر تقریباً تا دو ماه این بیماری را از طریق مایع منی انتقال می‌دهند. برای تشخیص این بیماری، معمولاً ابتدا بیماری‌های دیگر با نشانه‌های مشابه، همچون مالاریا، وبا و دیگر انواع تب‌های هموراژیک ویروسی از دایرهٔ تشخیص مستثنی و حذف می‌شوند. پزشکان برای تأیید تشخیص بیماری نمونه‌های خونی را برای یافتن پادتنها و RNA ویروس یا خودِ آن آزمایش می‌کنند.
در حالیکه آزمایش‌های رایج برای تشخیص بیماری ابولا یک تا دو روز زمان می‌برد، پژوهشگران MIT روشی جدید توسعه داده‌اند که ظرف مدت ۱۰ دقیقه این بیماری را تشخیص می‌دهد. این آزمایش یک نوار کاغذی شبیه نوارهای تشخیص بارداری است.

## پیشگیری
پیشگیری از این بیماری با کاهش گسترش آن از طریق میمون‌ها و خوک‌های آلوده به ویروس صورت می‌گیرد.  این کار را می‌توان با بررسی و معاینهٔ حیوانات برای یافتن موارد آلودگی انجام داد و در صورت شناسایی آن‌ها را کُشت و جسدشان را نابود کرد. یکی از مهم‌ترین اقدامات پیشگیرانه، شستشوی مکرر دست‌ها است. (میتوان از ضدعفونی کننده دست بر پایه الکل استفاده کرد)
. پختن گوشت به اندازهٔ مناسب و پوشیدن لباس‌های محافظتی هنگام تماس با گوشت نیز می‌تواند کمک‌کننده باشد و همچنین هنگام حضور در اطراف شخص مبتلا به این بیماری می‌توان لباس‌های محافظتی پوشید و بعد دستها را شست. نمونهٔ مایعات و بافت‌های بدن افراد مبتلا به این بیماری بایستی با احتیاط ویژه حمل شود.
نتایج اولیه آزمایش واکسن ابولا ' VSV-EBOV' که اداره بهداشت عمومی کانادا کار ساخت آن را برعهده دارد، نشان می‌دهد این واکسن مصونیت ۱۰۰درصدی ایجاد کرده‌است. این واکسن حاوی بخش کوچکی از ویروس ابولا و یک ویروس بی خطر دیگر است و تماس سیستم ایمنی با این ترکیب سبب می‌شود، این سیستم راه مقابله با ویروس ابولا را یاد بگیرد.
آزمایش این واکسن در گینه انجام شد و هر از گاهی فرد مبتلا، اعضای خانواده، دوستان و همسایگان واکسینه می‌شدند تا یک حلقه پیشگیری در اطراف بیمار تشکیل شود. بین ماه‌های آوریل تا ژوئیه امسال حدود ۱۰۰ فرد مبتلا واکسینه شدند. ۲۰۱۴ نفر که در تماس نزدیک با مبتلایان بودند بلافاصله یا با فاصله سه هفته واکسینه شدند. هیچ‌کدام از این افراد به ابولا مبتلا نشدند.

## نشانه‌ها

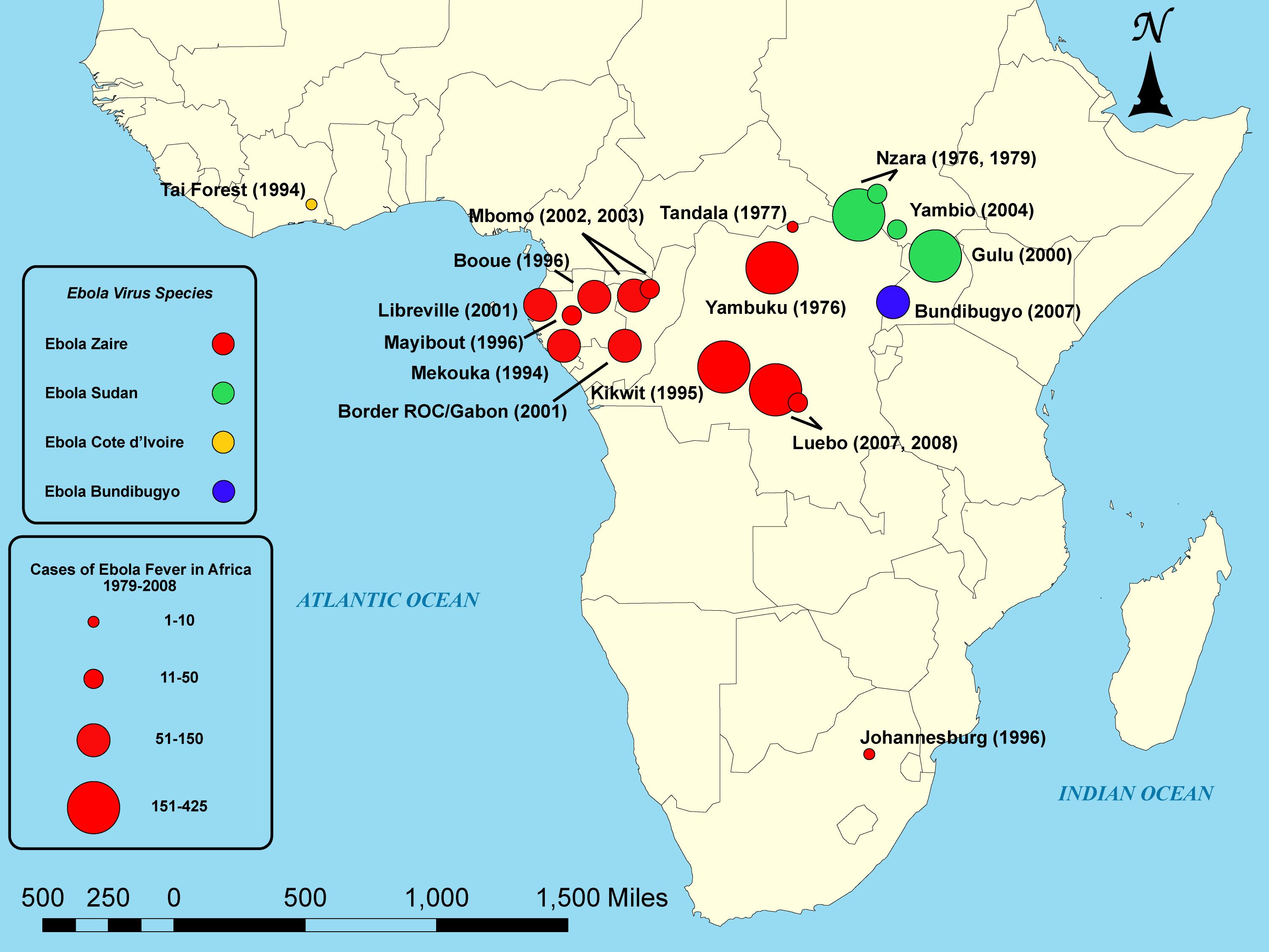
گسترش ابولا از ۱۹۷۹ تا ۲۰۰۸ در آفریقا

علائم این بیماری شامل تب، اسهال شدید و استفراغ می‌باشد. بیمار ممکن است دچار خونریزی شود.
اولین و مهم‌ترین علامت ابولا، همان تب بالای ۳۸٫۶ درجه می‌باشد که متعاقب آن، فرد مبتلا به سردرد شدید، دردهای عضلانی، ضعف شدید، اسهال، سرفه، تهوع و درد شکم به‌خصوص در ناحیه معده بی اشتهایی می‌شود و در موارد شدید و پیشرفتهٔ آن، مبتلا به خونریزی گوارشی و پوستی نیز می‌گردد.

## درمان، بهبودی و همه‌گیرشناسی
هیچ درمان خاصی برای این بیماری وجود ندارد؛ می‌توان برای کمک به افراد مبتلا به آن از آب‌درمانی خوراکی (نوشاندن آب‌های محتوی قند و نمک) یا مایعات وریدی استفاده کرد. این بیماری نرخ مرگ و میر بالایی دارد: اغلب باعث مرگ بین ۵۰ تا ۹۰ درصد مبتلایان می‌شود. از ۴ گونه ویروسی ابولا یک گونه تنها به یک ابتلای بدون علامت منجر می‌شود و به مرگ نیز منتهی نخواهد شد. بیماری ویروسی ابولا اولین بار در سودان و جمهوری دموکراتیک کنگو شناسایی شد.  این بیماری معمولاً در مناطق گرمسیری کشورهای جنوب صحرای آفریقا شیوع پیدا می‌کند. از سال ۱۹۷۶ (که اولین مورد این بیماری شناسایی گردید)، تا سال ۲۰۱۳ کمتر از ۱۰۰۰ نفر در سال مبتلا شده‌اند. بزرگ‌ترین مورد شیوع این بیماری تاکنون مربوط به شیوع آن در غرب آفریقا در سال ۲۰۱۴ است که تاکنون ادامه داشته و مردم کشورهای گینه، سیرالئون، لیبریا و احتمالاً نیجریه به این بیماری مبتلا شده‌اند. تا ماه اوت سال ۲۰۱۴ بیش از ۱۶۰۰ مورد ابتلا به این بیماری شناسایی شده‌است.

## درمان
هیچ درمانی تا سال ۲۰۱۵ برای بیماری ویروسی ابولا وجود نداشت. مراقبت‌های این بیماری شامل حفظ وضعیت طبیعی بدن، و تأمین مایعات بدن، مقابله با کم‌آبی، مصرف داروهای انعقاد خون در اوایل عفونت و جلوگیری از خونریزی، کلینیک درد، استفاده از آنتی‌بیوتیک و داروی ضد قارچ و کنترل سطح اکسیژن بدن و درمان عفونت‌های ثانویه.
زدمپ، به همراه تی‌کی‌ام-ابولا یکی از دو داروی در حال بررسی، برای مقابله با ویروس ابولا از سوی سازمان غذا و داروی آمریکا می‌باشد. در عین حال، این دارو هنوز مراحل آزمایش انسانی را نگذرانده‌است.

## مدیریت بیماری
پشتیبانی استاندارد
در حال حاضر درمان خاصی برای ابولا تأیید نشده‌است. مراقبت‌های اولیه با درمان علائم بیماری و درمان آبرسانی بقا را بهبود می‌بخشد. آبرسانی از طریق دهان یا مسیر درون وریدی ممکن است. این اقدامات ممکن است شامل مدیریت درد، تهوع، تب و اضطراب باشد.
محصولات خون مانند سلول‌های قرمز خون بسته‌بندی شده، پلاکت یا پلاسمای منجمد تازه نیز ممکن است مورد استفاده قرار گیرند. سعی شده‌است که دیگر تنظیم کننده‌های انعقاد شامل هپارین باشند؛ در تلاش برای جلوگیری از انتشار انعقاد درون عروقی و فاکتورهای انعقادی برای کاهش خونریزی. داروهای آنتی مالاریا و آنتی‌بیوتیک اغلب قبل از تشخیص قطعی استفاده می‌شوند هرچند هیچ مدرکی وجود ندارد که نشان دهد این داروها به درمان کمک می‌کنند. تعدادی از درمان‌های تجربی درحال مطالعه است. اگر مراقبت از بیمار در بیمارستان امکان‌پذیر نیست، سازمان بهداشت جهانی دارای دستورالعمل‌هایی برای مراقبت در خانه است که نسبتاً موفق بوده‌است. در این مواقع استفاده از حولهٔ خیس شده در محلول ضدعفونی‌کننده و اعمال کردن محلول ضدعفونی‌کننده روی لکه‌ها هنگام رفت‌وآمد مردم یا بدن‌های آلوده توصیه می‌شود. همچنین شستن دست‌ها با محلول ضدعفونی‌کننده و پوشاندن دهان و بینی با پارچه توصیه می‌شود.
مراقبت‌های ویژه
مراقبت‌های ویژه اغلب در کشورهای توسعه یافته‌استفاده می‌شود. این ممکن است شامل کنترل حجم خون و کنترل تعادل الکترولیت (نمک) و همچنین درمان هرگونه عفونت‌های باکتریای که ممکن است توسعه یابند؛ باشد. دیالیز ممکن است برای نارسایی کلیه نیاز باشد و اکسیژن رسانی خارج غشاء و فرایندهای خارج غشایی ممکن است برای اختلال در عملکرد ریه استفاده شود.